# Йордан Вълчев
Йордан Тодоров Вълчев е български писател, известен с историческите си романи, с теорията си за прабългарския календар и с мемоарите си за концлагера „Куциян“.

## Биография
Роден е на 24 юни 1924 г. в Кула. Завършва Първа софийска мъжка гимназия и право в Софийския университет „Климент Охридски“ (1949). 9 септември 1944 година го заварва школник в Школата за запасни офицери във Велико Търново. Участва като запасен офицер в последната фаза на Втората световна война, в сраженията на територията на Унгария (1944 – 45), за което е награден с орден за храброст II степен. Не крие симпатията си към монархията. Вкаран е в лагера „Куциян“ (11 август 1947 – 11 март 1948), който описва в едноименната си книга. В ранната есен на 1952 г. заради участието си в Дъбованско-Гигенската конспирация срещу властта е арестуван в Перник и изпратен в Плевенския затвор. През 1958 г. е изпратен в Старозагорския затвор за разказване на вицове по адрес на Никита Хрушчов.
Работи като бетонджия към „Инжстрой“ през есента на 1949 г., през зимата и пролетта на 1950 г. е хамалин в „Пренос-превоз“, зидар е в „Софстрой“ през лятото и есента на 1951 г., закупчик е в ТЕЦ „Република“ през пролетта и лятото на 1952 г., началник склад в „Заводски строежи“ през 1953 г., снабдител в „Заводски строежи“, продавач на ябълки, череши и варена царевица през 1954 – 1955 г., старши снабдител е към ДСО Враца през 1955 – 1956 г., организатор към сп. „Септемврийче“ между 1 януари 1957 и 12 май 1958 г., снабдител в Промкомбинат Своге – през зимата на 1959 – 1960 г. В Промкомбинат Своге става началник на материалното снабдяване (1963 – 1964), през 1964 г. поема и Промкомбинат Петърч, след което за една година е началник снабдяване и в ТПК „Свобода“.
От 1 януари 1968 г. до 10 април 1969 г. с ходатайството на Христо Радевски става уредник към сп. „Пламък“, а от 11 май 1969 г. до 30 декември 1985 г. е уредник към списание „Славейче“.

## Творчество
Дебютната книга на Йордан Вълчев е сборникът с 14 разказа „Боеве“, излязъл на 20 декември 1946 г. с марката на издателство „Хемус“. Тогава авторът е 22-годишен недипломиран още юрист.
Някои от разказите имат публикация в периодиката преди отпечатването на книгата. В „Народно земеделско знаме“ излизат цели пет: „Оз е сейп, оз е сейп...“ (бр.6 от 11 януари 1946 г.), „Трифончо“ (бр.8 от 13 януари), „Знамето на полка“ (бр.10 от 16 януари), „На една страна захвърлил пушка“ (бр.11 от 17 януари) и „Подпоручик Порняков“ (бр.37 – 38 от 17 – 19 февруари 1946 г.). В „Литературен фронт“ са отпечатани два разказа – „Среща“ (бр.3 от 1946) и „Иде Салабашев“ (бр.17 от 12 януари 1947 г.). Два разказа излизат в списание „Изкуство“, издавано от Атанас Далчев и Константин Константинов: „Между Кемиш и Харкан“ и „Бьожика“ (кн.4 – 5 от 1946 г.).

## Твърдения
В публикуваните посмъртно „Дневници“ на Йордан Вълчев се твърди, че романът „Време разделно“ е написан от Фани Попова-Мутафова, но заради забраната ѝ да публикува след 9 септември 1944 г., го е дала на Антон Дончев.

## За него
- Змей със змейовете и човек с човеците. Йордан Вълчев: Изследвания. Материали. Спомени. Велико Търново: Университетско издателство „Св. св. Кирил и Методий“, 2005, 339 с.
- Иван Радев. Homo Epistularum и животът вчера. Велико Търново: „Слово“, 2007, 270 с. (ISBN 978-954-439-877-4)
- Милен Нанков. „Политзатворникът, крачещ в снега на вечността“, ИК „Сафо“, 2014.[12]

## Памет
През 2015 г. в Русенския университет е създадена Лаборатория за научно изследване на езиковедското наследство на Йордан Вълчев.